# Hellyeah (album)
Hellyeah est le premier album du groupe Hellyeah sorti le 10 avril 2007.

## Liste des chansons
1. Hellyeah - 3:30
2. You Wouldn't Know - 4:20
3. Matter Of Time - 3:46
4. Waging War - 3:06
5. Alcohaulin' Ass - 3:54
6. Goddamn - 3:22
7. In The Mood - 0:58
8. Star - 3:42
9. Rotten To The Core - 3:52
10. Thank You - 4:32
11. Nausea - 5:00
12. One Thing - 3:50

Chad GRAY : Chant; Tom MAXWELL : Guitare; Greg TRIBBET : Guitare; Jerry MONTANO : Basse; Vinnie Paul : Batterie